# 기후변화센터
기후변화센터는 2008년 설립된 대한민국의 기후변화 대응 비영리 민간단체이다. 법인격은 재단법인이다.

## 하는 일
- 클리마투스 컬리지

클리마투스 컬리지(CLIMATUS COLLEGE)란 MZ세대를 위한 특별한 기후변화 소통 플랫폼으로 다양한 분야의 관점에서 기후변화 이슈에 대해 소통한다. 기후변화·환경오염의 현실을 인식하고 함께 해결책을 모색하며 실천하기 위한 환경전문 무가지 'CC매거진'을 서울 및 수도권 지역 문화 공간에 배포하고 있다. 또 대학생 서포터즈인 유세이버스를 운영하고 있다. 2012년부터 약 439명의 대학생들이 유세이버스로 활동하며 기후변화에 대한 인식을 제고하고 지속 가능한 미래를 위해 다양한 온‧오프라인 활동을 펼치고 있다.
- 그린리더십

그린리더십은 다양한 분야의 리더들이 모여 탄소중립 달성을 가속화할 협력의 기회를 만드는 장을 제공한다. '기후변화 리더십 아카데미'는 기후변화를 인문, 사회, 국제협력, 식량, 에너지, 금융, 무역, 건축, 문화 산업 등 다양한 분야와 융합하여 폭넓은 관점을 제공한다.
- 정책공론화

기후·에너지 정책을 전문적으로 연구하기 위해 분야별 전문가들이 참여하는 정책위원회를 발족하여 국가 정책에 영향을 미치고 사회의 시스템을 변화시키기 위해 다양한 정책연구 활동을 수행한다.
- 개도국협력사업

기후변화에 취약한 개발도상국이 기후변화대응 역량을 강화하고 저탄소 사회로의 전환을 통해 지속가능한 발전 목표를 달성할 수 있도록 지원한다. 쿡스토브 보급 사업, 클린스토브 보급 사업을 진행하고 있다. 기후변화센터는 녹색기후기금(GCF)에 공식 옵저버 기관으로 등록 되어 있으며 개도국 기후변화대응 사업이 투명하고 공정하게 이루어질 수 있도록 감시자로서의 역할을 수행하고 있다.
- 아시아녹화기구

기후변화센터의 병설기구로 동북아 사막화 방지 및 기후변화 대응을 위해 2014년 창립된 민간주도형 국제협력기구이다. 아시아녹화기구는 '한반도녹화추진위원회'를 통해 한반도녹화계획을 추진하고 있다.